# صدفة سلحفاة

هيكل عظمي محفوظ للسلحفاة يوضح كيفية اتصال الذَّبْل والصُّدْرَة ببقية الهيكل العظمي لتشكيل صدفة تحيط بالجسم

صَدَفَة السُّلَحْفَاة هي تُرْس للأجزاء البطنية والظهرية للسلاحف، وتحيط بالكامل بجميع الأعضاء الحيوية للسلحفاة، وفي بعض الحالات حتى الرأس. وهي تتألف من عناصر عظمية معدَّلة مثل الأضلاع وأجزاء من الحوض وعظام أخرى موجودة في معظم الزواحف. يتكون عظم الصدفة من عظم هيكلي وعظم جلدي [الإنجليزية]، مما يدل على أن المشمول الكامل للصدفة قد تطور على الأرجح عن طريق تضمين الدرع الجلدي في القفص الصدري.
تعتبر صدفة السلحفاة دراسة مهمة، ليست فقط بسبب الحماية الواضحة التي توفرها للحيوان ولكن أيضًا كأداة تعريف، خاصة مع المستحاثات، حيث أن الصدفة هي أحد أجزاء السلحفاة الذي يحتمل أن ينجو من التحجر. ومن ثم فإن فهم بنية الصدفة في الأنواع الحية يوفر مادة قابلة للمقارنة مع المستحاثات.
اُستُخدمت صدفة اللجأة صقرية المنقار، من بين الأنواع الأخرى، مادةً لمجموعة واسعة من العناصر الزخرفية والعملية الصغيرة منذ العصور القديمة، تسمى هذه المادة أيضًا بصدفة السلحفاة [الإنجليزية].